# Kansas City Chiefs
Kansas City Chiefs là một đội bóng bầu dục chuyên nghiệp của Mỹ có trụ sở tại Thành phố Kansas, Missouri. Chiefs thi đấu tại Giải Bóng bầu dục Quốc gia (NFL) với tư cách là câu lạc bộ thành viên của Liên đoàn Bóng bầu dục Mỹ (AFC), phân khu AFC West.
Đội bóng được thành lập vào năm 1959 với tên Dallas Texans bởi doanh nhân Lamar Hunt, thi đấu ở Giải Bóng bầu dục Mỹ (AFL). Vào mùa xuân năm 1963, đội bóng chuyển đến Thành phố Kansas và lấy tên hiện nay. Chiefs gia nhập vào giải NFL từ thỏa thuận hợp nhất năm 1970 và được định giá hơn 3,7 tỷ đô la Mỹ. Con trai của Hunt, Clark Hunt, trở thành chủ tịch và giám đốc điều hành của đội bóng, đồng thời quyền sở hữu thuộc về người anh trai của Hunt. Sau khi người anh trai qua đời, quyền sở hữu này được chuyển sang cho vợ và các con của người anh. Clark tiếp tục điều hành nhượng quyền thương mại; anh đại diện cho Chiefs tại tất cả các cuộc họp của liên đoàn và có quyền tối cao đối với mọi thay đổi nhân sự.
Chiefs đã giành được ba chức vô địch AFL vào các năm 1962, 1966 và 1969. Chiefs trở thành đội AFL thứ hai (sau New York Jets) đánh bại một đội NFL tại AFL–NFL World Championship Game (tiền thân của Super Bowl) khi đội đánh bại Minnesota Vikings ở trận Super Bowl IV. Chiến thắng này diễn ra vào ngày 11 tháng 1 năm 1970, đây là trận đấu cuối cùng trước khi thỏa thuận hợp nhất giữa AFL và NFL hoàn toàn có hiệu lực. Chiefs cũng là đội thứ hai sau Green Bay Packers (đối thủ của họ trong Super Bowl I) xuất hiện ở nhiều hơn một trận Super Bowl (và là đội AFL đầu tiên làm được điều này) cũng như là đội đầu tiên xuất hiện trong trận tranh chức vô địch ở hai thập kỷ khác nhau. Sau những thành công sớm trong lịch sử nhượng quyền thương mại của NFL, đội đã phải vật lộn để tìm kiếm thành công ở vòng loại trực tiếp trong nhiều thập kỷ sau, bao gồm cả việc thua 10 trong số 11 trận playoff từ năm 1993 đến năm 2017, trong đó có 8 trận thua. Chiefs đã vươn lên thống trị trở lại dưới thời huấn luyện viên trưởng Andy Reid và tiền vệ Patrick Mahomes, xuất hiện trong ba trận Siêu cúp Bóng bầu dục Mỹ kể từ năm 2019 và giành được hai chiến thắng LIV và LVII.

## Lịch sử

### Sự tái xuất và triều đại
Sau mùa giải 2012, Chiefs sa thải huấn luyện viên trưởng Romeo Crennel và giám đốc điều hành Scott Pioli. Cựu huấn luyện viên trưởng của Philadelphia Eagles Andy Reid trở thành huấn luyện viên trưởng cũng như cựu tuyển trạch viên của Green Bay Packers John Dorsey trở thành giám đốc điều hành của đội.

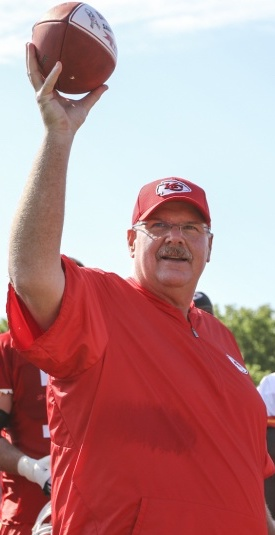
Huấn luyện viên Andy Reid, biệt danh "Big Red" đã dẫn dắt Chiefs tới 8 lần đứng đầu phân khu liên tiếp và 4 lần có mặt tại Super Bowl, vô địch 3 lần.

Chiefs mang về tiền vệ chính Alex Smith từ San Francisco 49ers sau 1 cuộc trao đổi đưa lượt chọn vòng 2 năm 2013 và lượt chọn có điều kiện năm 2014 sang 49ers. Tiền vệ chính Matt Cassel ngay sau đó bị giải phóng hợp đồng. Chiefs lựa chọn trung phong Eric Fisher với lượt chọn đầu tiên của kì NFL draft 2013.
Vào năm 2013, Chiefs có thành tích 9–0 lần thứ 2 trong lịch sử đội bóng. Đội kết thúc mùa giải với thành tích 11–5 và vào playoff. Trong trận đấu vòng wildcard, Chiefs dẫn trước Indianapolis Colts với tỉ số 38–10 ngay sau giữa giờ, nhưng sụp đổ và thất bại với tỉ số 45–44.
Vào năm 2014, Chiefs cố gắng vào playoff 2 mùa giải liên tiếp kể từ năm 1995, kết thúc mùa giải với thành tích 9–7 và bị loại khỏi playoff ở tuần 17.
Sau một khởi đầu hứa hẹn bằng chiến thắng trước Houston tại tuần 1, Chiefs có chuỗi thua 5 trận liên tiếp. Họ tạo ra một trong những sự trở lại khó tin nhất tại NFL khi giành chiến thắng 10 trận liên tiếp để kết thúc mùa giải với thành tích 11–5.

#### Kỉ nguyên Kelce–Mahomes

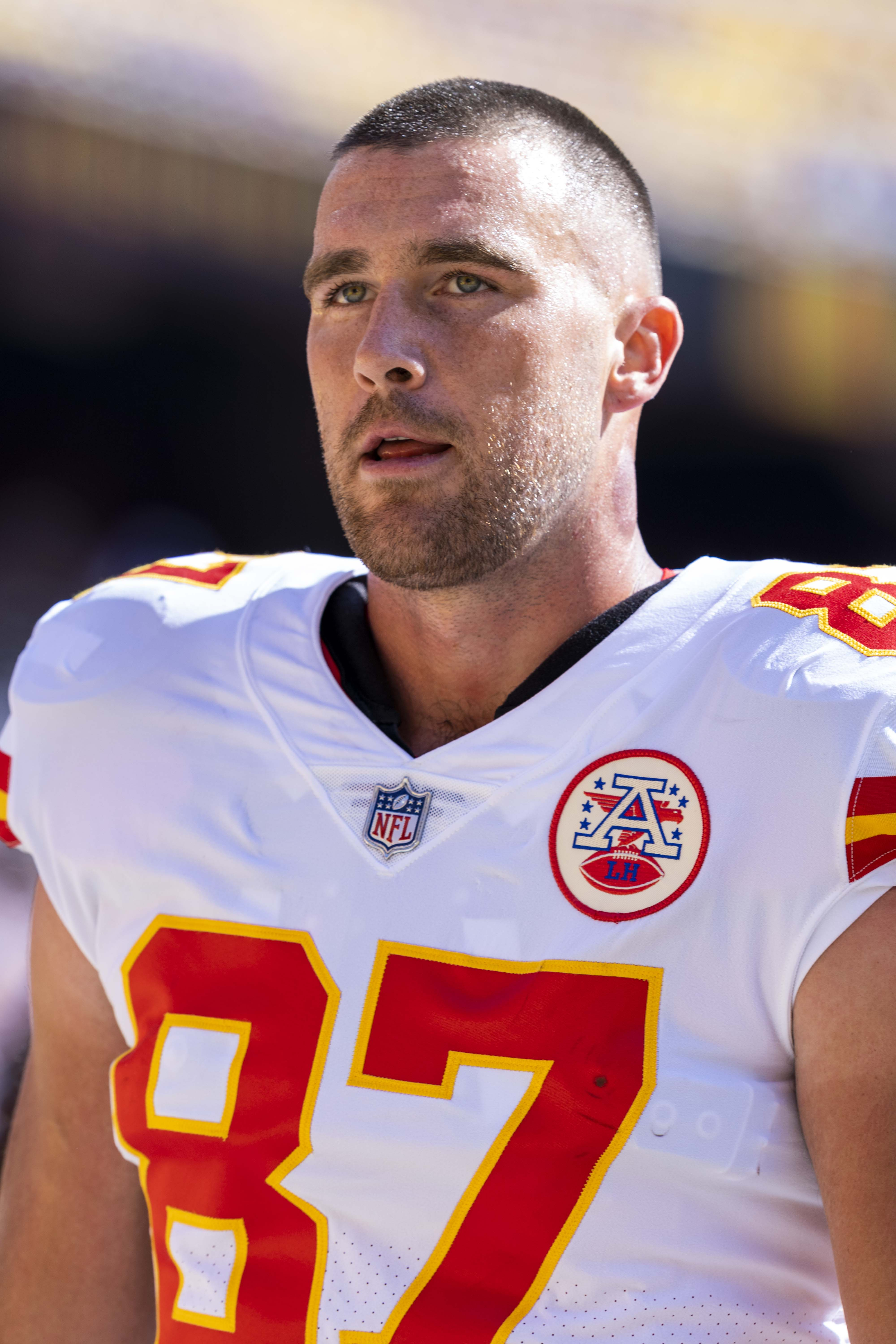
Travis Kelce giữ kỉ lục NFL của 1 trung vệ đuôi về số mùa giải liên tiếp nhận bóng 1000 yards (7) và nhiều yard nhận bóng nhất trong 1 mùa (1,416).

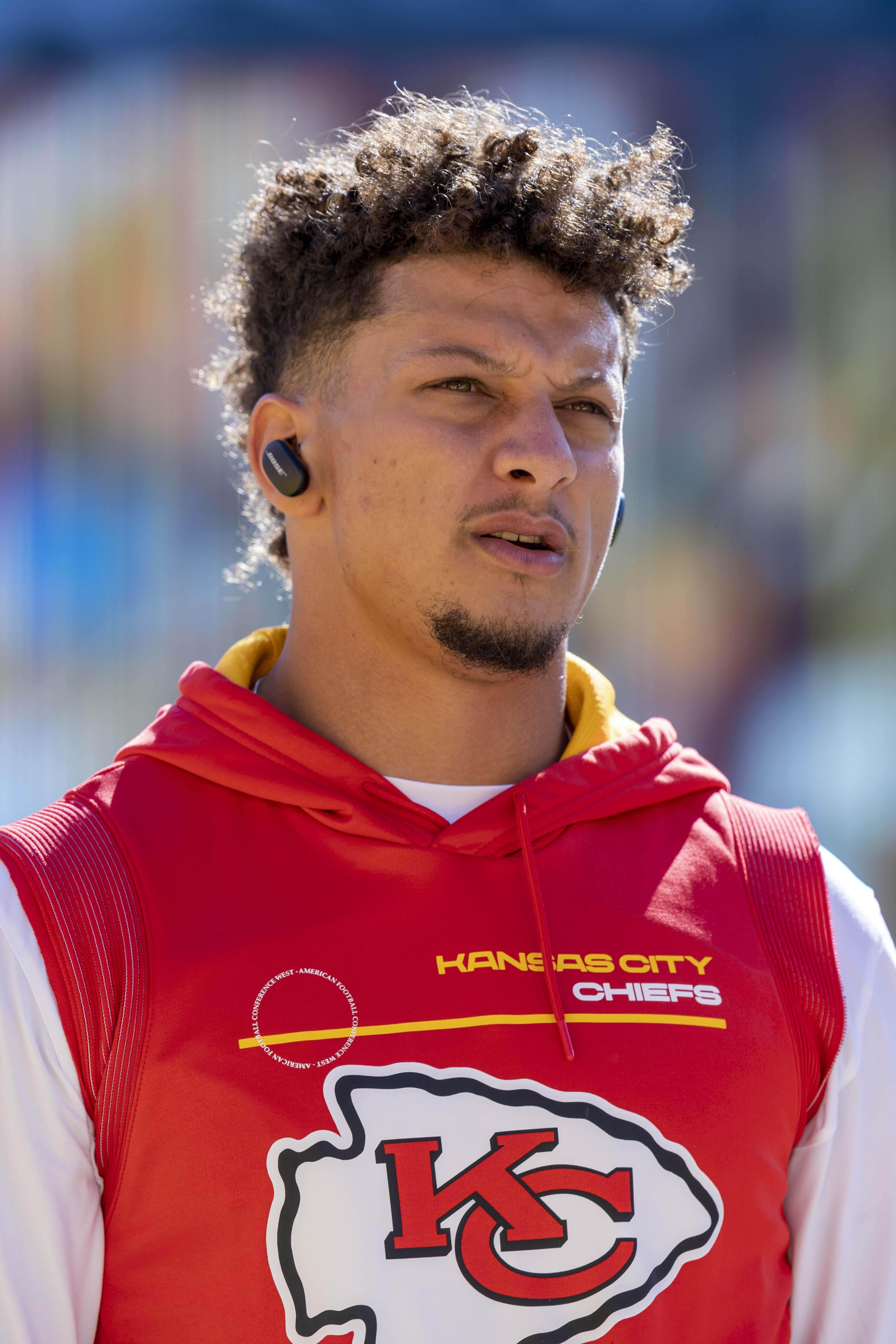
Tiền vệ chính Patrick Mahomes giành được MVP 2 lần.

Patrick Mahomes ra mắt và xuất phát tại NFL lần đầu vào ngày 31 tháng 12 năm 2017 trong chiến thắng 27–24 trước Denver Broncos. Mahomes có tỉ lệ ném thành công 22/35 và 1 lần bị cắt đường chuyền. Mùa giải 2018 là mùa giải đầu tiên Mahomes là tiền vệ chính xuất phát cho Chiefs. Chiefs kết thúc mùa giải với thành tích 12–4, đúng đầu phân khu AFC West năm thứ 3 liên tiếp và là hạt giống số 1 của liên đoàn AFC. Mahomes kết thúc mùa giải với 5.097 yard ném bóng và 50 đường chuyền ghi điểm (touchdown), trở thành cầu thủ thứ 2 với ít nhất 5000 yard ném bóng và 50 đường chuyền touchdown trong 1 mùa giải, sau Peyton Manning. Với màn trình diễn ấn tượng trong mùa giải, anh giành được NFL MVP, và là cầu thủ đầu tiên của Chiefs có được vinh dự này.
Trong vòng đấu phân khu AFC vào ngày 12 tháng 1 năm 2019, Chiefs đánh bại Indianapolis Colts với tỉ số 31–13 để tiến tới trận chung kết liên đoàn AFC. Trận đấu đánh dấu chiến thắng đầu tiên của Chiefs tại playoff trên sân nhà Arrowhead trong vòng 25 năm. Chiến thắng cũng giúp cho Chiefs có quyền đăng cai trận chung kết liên đoàn AFC trên sân nhà lần đầu tiên trong lịch sử. Tuần sau đó, nỗ lực của Chiefs đến với Super Bowl đầu tiên trong vòng 49 năm của đội thất bại sau trận thua trong hiệp phụ 37–31 trước New England Patriots.
Chiefs kết thúc mùa giải 2019 với thành tích 12–4, đứng đầu phân khu AFC West 4 năm liên tiếp, và là hạt giống số 2 của liên đoàn AFC sau Baltimore Ravens. Chiefs đánh bại Houston Texans 51–31 tại trận đấu vòng phân khu AFC dù bị dẫn trước 24–0 tại đầu hiệp thi đấu thứ 2, và Mahomes ném tổng cộng 5 touchdown để lội ngược dòng. Chiefs đăng cai trận chung kết liên đoàn AFC năm thứ 2 liên tiếp, đối đầu với hạt giống số 6 Tennessee Titans. Chiefs đánh bại Titans 35–24 và tiến tới Super Bowl LIV. Đây là lần đầu tiên họ có mặt tại Super Bowl sau 50 năm, kể từ Super Bowl IV.

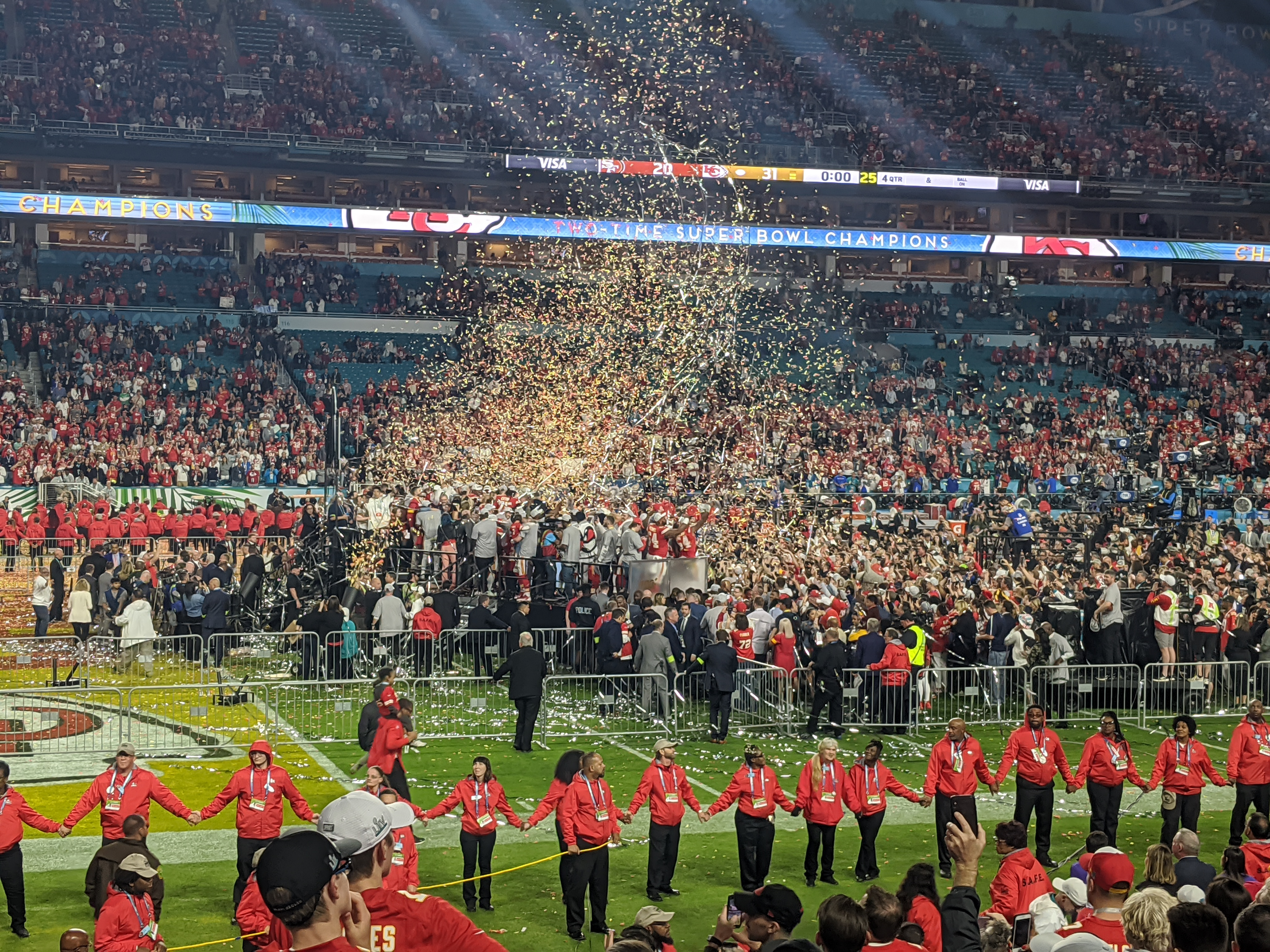
Các cầu thủ Chiefs ăn mừng chiến thắng Super Bowl LIV

Tại Super Bowl LIX, tại sân vận động Hard Rock, Miami Gardens, Florida, Chiefs đối đầu nhà vô địch liên đoàn NFC 49ers. Sau giờ nghỉ giữa hiệp, khi 2 đội đang hoà nhau 10–10, Mahomes bị cắt bóng 2 lần liên tục giúp cho 49ers dẫn trước với tỉ số 20–10 khi trận đấu chỉ còn 12 phút. Mahomes sau đó toả sáng với đường chuyền 44 yard tới Tyreek Hill, và Chiefs ghi 2 touchdown liên tục sau đó bởi Kelce và Damien Williams.  Khi trận đấu còn 2 phút, Williams tiếp tục có 1 lần ghi touchdown ấn định Chiefs vô địch Super Bowl LIX với tỉ số 31–20. Mahomes giành được MVP của Super Bowl LIX.
Vào mùa giải 2023, Chiefs có thành tích 11–6, thấp nhất kể từ khi Mahomes xuất phát. Trong playoffs, Chiefs lần lượt đánh bại Dolphins, Bills và Ravens, trước khi 1 lần nữa chiến thắng 49ers sau hiệp phụ với tỉ số 25–22.